# 博伊斯多夫湖

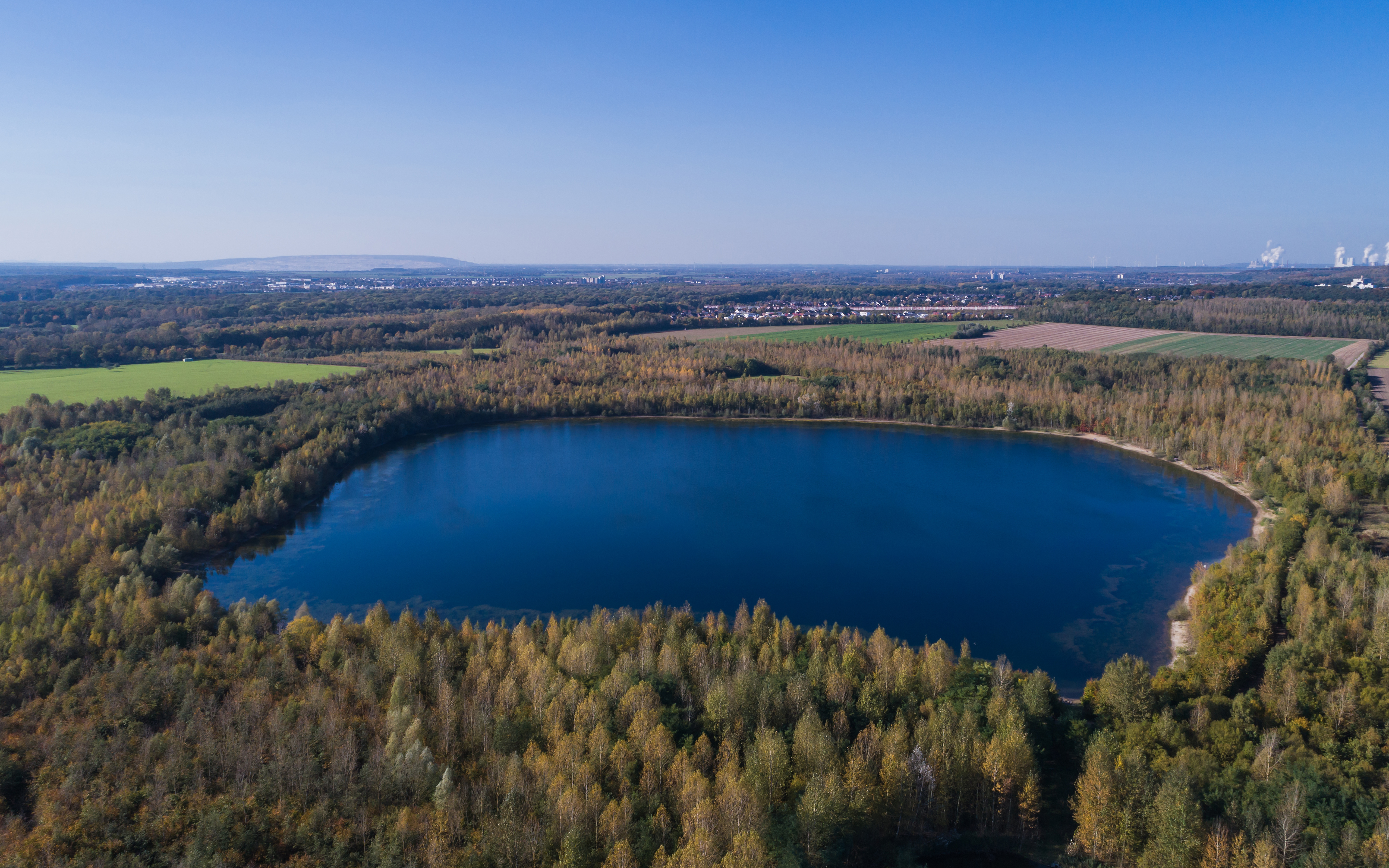

50°53′37″N 6°43′53″E / 50.893749°N 6.731486°E
博伊斯多夫湖（德語：Boisdorfer See），是德國的湖泊，位於該國西部，由北萊茵-威斯特法倫州負責管轄，處於萊茵-埃爾夫特縣，面積0.17平方公里，最大水深24米，水體容量150萬立方米。